# بالستن اسپا (نیویورک)
بالستن اسپا (به انگلیسی: Ballston Spa) یک روستا در ایالات متحده آمریکا است که در شهرستان ساراتوگا، نیویورک واقع شده‌است. بالستن اسپا ۴٫۲ کیلومتر مربع مساحت و ۵٬۴۰۹ نفر جمعیت دارد و ۹۶ متر بالاتر از سطح دریا واقع شده‌است.